# How Does It Feel
«How Does It Feel» Es el cuarto sencillo de la Banda de Rock Toto para el álbum Isolation lanzado en 1985 y terminando en el Top 40 de Billboard. La balada fue cantada y escrita por Steve Lukather.